# Arquidiocese de Bordeaux
A Arquidiocese de Bordeaux (Archidiœcesis Burdigalensis (-Bazensis)) é uma arquidiocese da Igreja Católica situada em Bordeaux, na França. Foi erigida no século III e, em 20 de novembro de 1937, teve unificado o título da diocese de Bazas. Atualmente seu Arcebispo é Jean-Paul James e seu bispo-auxiliar é Laurent Dognin. Sua Sé é a Catedral de Santo André de Bordeaux.
Possui 593 paróquias assistidas por 298 párocos e cerca de 80% da sua população jurisdicionada é batizada.

## História
A diocese de Reims é mencionada pela primeira vez em um texto sobre o Concílio de Arles de 314 e, portanto, provavelmente eregida no século III, tendo como primeiro bispo Oriental.
Na década de oitenta do século IV foi realizado em Bordeaux um sínodo para condenar o Priscilianismo. O sínodo foi realizado sob o episcopado de São Delfino, que participou do Primeiro Concílio de Saragoça em 380 e estava em correspondência com Santo Ambrósio e São Paulino de Nola, que era originalmente de Bordeaux.
Na segunda metade do século X, o poder eclesiástico estava concentrado nas mãos do Arcebispo Gombaudo, irmão de Guilherme II da Gasconha. Em 1027 o duque de Gasconha, Sancho VI, e o Duque da Aquitânia, Guilherme V concordaram com a eleição de Geoffrey II como arcebispo. O poder religioso tornou-se assim uma espécie de tampão entre a Aquitânia e Gasconha. Os reinados de Guilherme VIII da Aquitânia e Guilherme IX (1052-1127) coincidiu com um esplêndido desenvolvimento da arquitetura românica de Bordeaux. Peças das igrejas de Santa Cruz e San Severino, pertencem a esse período e da Catedral de Santo André foi construída a partir de 1096.
Na Idade Média, surgiu uma disputa entre o metropolitas de Bordeaux e Bourges, sobre a afirmação da primazia da Aquitânia. A questão foi claramente estabelecida por estudiosos modernos, que têm estabelecido que uma carta do Papa Nicolau I a Rodolfo, que remonta a existência da primazia de Bourges do século IX não é autêntica. Quando a França perdeu a Aquitânia para a anulação do casamento entre Luís VII e Leonor da Aquitânia, que foi comemorado em 1137 na Catedral de Bordéus, a cidade se tornou a capital das possessões britânicas na Aquitânia. Então a disputa entre as arquidioceses de Bordéus e Bourges assumiu um caráter político e do Rei da França tomou o lado das reivindicações de Bourges.
O Papa Clemente V (1305-1314) era contrário às pretensões de Bourges. Ele era originalmente de Bazas, onde construiu uma bela igreja colegiada e tinha sido arcebispo de Bordeaux entre 1300 e 1305, além de conselheiro político do rei Filipe, o Belo. Tornou-se papa, apesar de suas simpatias francesas, perseguindo o projeto de emancipação do Bordeaux de Bourges. Na segunda metade do século XIV, os arcebispos, como o italiano Francesco Uguccione, eram partidários dos ingleses.
O Beato Pierre Berland (1430-1457) foi um arcebispo de Bordeaux famoso por sua inteligência e santidade, fundador da Universidade de Bordeaux e do Colégio de São Rafael para os estudantes pobres, que, depois de ajudar os britânicos contra as tropas para defender Bordeaux de Carlos VII da França, recebeu Dunois na cidade e se entregou para a França. Foi durante o seu episcopado, que foi adicionado à torre magnífica do sino na catedral, que leva seu nome.
Durante a Idade Média, Bordeaux era uma grande cidade monástica, com seus conventos de carmelitas, franciscanos e dominicanos, fundada em 1217, respectivamente, em 1227 e 1230. Foi realizado em Bordeaux, em 1214, um concílio importante contra usurários, bandidos e hereges. Quando, após a Guerra dos Cem Anos, Bordeaux voltou para a França, Luís XI amansa os cidadãos ao entrar na confraria de Notre-Dame de Montuzet.
Após a Concordata com a bula Qui Christi Domini do Papa Pio VII de 29 de novembro de 1801, Bordeaux teve como sufragâneas as dioceses de Angoulême, Poitiers e La Rochelle. Ao mesmo tempo, incorporou no seu território da diocese de Bazas, que foi suprimida.
Em 6 de outubro de 1822 pela bula Paternae charitatis o Papa Pio VII adicionou como sufragânea a diocese de Agen, ex-Toulouse e sufragânea da Diocese de Périgueux e Luçon restaurados. Em 1850, também foram adicionados as Dioceses de Fort-de-France (Martinica), Basse-Terre (Guadalupe) e Saint-Denis (Reunião). Posteriormente estas dioceses no exterior foram excluídos da competência metropolitana de Bordeaux, mesmo após a elevação de Fort-de-France para o posto de arquidiocese metropolitana em 26 de setembro de 1967.
Em 20 de novembro de 1937, os arcebispos de Bordeaux ganharam o direito de acrescentar ao seu título o da Diocese de Bazas suprimida.
Em 8 de dezembro de 2002, com a reorganização da províncias eclesiásticas da França, a província eclesiástica de Bordeaux tem sido extensivamente modificado após a abolição da província eclesiástica de Auch e a ereção de Poitiers.

## Prelados
|                          | Nome                                                   | Período               | Notas                                                        |
| Arcebispos               | Arcebispos                                             | Arcebispos            | Arcebispos                                                   |
| ------------------------ | ------------------------------------------------------ | --------------------- | ------------------------------------------------------------ |
| 91º                      | Jean-Paul André Denis Marcel James                     | 2019-                 | Atual                                                        |
| 90º                      | Jean-Pierre-Bernard Cardeal Ricard                     | 2001-2019             | Arcebispo emérito                                            |
| 89º                      | Pierre Étienne Louis Cardeal Eyt                       | 1989-2001             |                                                              |
| 88º                      | Marius-Félix-Antoine Maziers                           | 1968-1989             |                                                              |
| 87º                      | Paul-Marie-André Cardeal Richaud                       | 1950-1968             |                                                              |
| 86º                      | Maurice Feltin                                         | 1935-1949             | Nomeado Arcebispo de Paris                                   |
| 85º                      | Pierre-Paulin Cardeal Andrieu                          | 1909-1935             |                                                              |
| 84º                      | Victor-Lucien-Sulpice Cardeal Lécot                    | 1890-1909             |                                                              |
| 83º                      | Aimé-Victor-François Cardeal Guilbert                  | 1883-1889             |                                                              |
| 82º                      | Ferdinand-François-Auguste Cardeal Donnet              | 1837-1882             |                                                              |
| 81º                      | Jean-Louis-Anne-Madeleine Cardeal Lefebvre de Cheverus | 1826-1836             |                                                              |
| 80º                      | Charles François d’Aviau du Bois de Sanzay             | 1802-1826             |                                                              |
| 79º                      | Jérôme Marie Champion de Cicé                          | 1781-1801             |                                                              |
| 78º                      | Ferdinand-Maximillien Mériadec de Rohan-Guéméné        | 1769-1781             |                                                              |
| 77º                      | Louis-Jacques d’Audibert de Lussan                     | 1744-1769             |                                                              |
| 76º                      | François Honoré de Casaubon de Maniban                 | 1729-1743             |                                                              |
| 75º                      | François Élie de Voyer de Paulmy d’Argenson            | 1719-1728             |                                                              |
| 74º                      | Jean-Baptiste-Armand Bazin de Bezons                   | 1698-1719             |                                                              |
| 73º                      | Louis d’Anglure de Bourlémont                          | 1680-1697             |                                                              |
| 72º                      | Henri de Béthune                                       | 1646-1680             |                                                              |
| 71º                      | Henri d'Escoubleau de Sourdis                          | 1629-1645             |                                                              |
| 70º                      | François Cardeal d’Escoubleau de Sourdis               | 1599-1628             |                                                              |
| 69º                      | Jean Le Breton                                         | 1592-1599             | Não tomou posse.                                             |
| 68º                      | Antoine Prévost de Sansac                              | 1560-1591             |                                                              |
| 67º                      | François de Mauny                                      | 1553-1558             |                                                              |
| 66º                      | Jean de Montluc                                        | 1550                  | Não confirmado pelo Papa.                                    |
| 65º                      | Charles de Gramont, O.S.A.                             | 1530-1544             |                                                              |
| 64º                      | Gabriel Cardeal de Gramont                             | 1529-1530             |                                                              |
| 63º                      | Jean de Foix                                           | 1501-1529             |                                                              |
| 62º                      | André Cardeal d'Espinay                                | 1478-1500             |                                                              |
| 61º                      | Arthur de Montauban, O.S.B.                            | 1467-1478             |                                                              |
| 60º                      | Blaise Régnier de Gréelle                              | 1456-1467             |                                                              |
| 59º                      | Pey Berland                                            | 1430-1456             |                                                              |
| 58º                      | David de Montferrand                                   | 1414-1430             |                                                              |
| 57º                      | François Cardeal Hugotion de Aguzzoni                  | 1389-1412             |                                                              |
| 56º                      | François de Benévent                                   | 1384-1389             |                                                              |
| 55º                      | Raimond Bernard de Roqueis                             | 1379-1384             |                                                              |
| 54º                      | Hélie de Salignac                                      | 1361-1378             |                                                              |
| 53º                      | Philippe de Chambarlhac                                | 1360-1361             |                                                              |
| 52º                      | Amanieu de La Mothe                                    | 1351-1360             |                                                              |
| 51º                      | Bernard de Cazes                                       | 1348-1351             |                                                              |
| 50º                      | Amanieu de Cazes                                       | 1344-1348             |                                                              |
| 49º                      | Pierre de Luc                                          | 1332-1345             |                                                              |
| 48º                      | Arnaud de Canteloup                                    | 1305-1332             |                                                              |
| 47º                      | Raymond Cardeal Bertrand de Got                        | 1300-1305             | Eleito papa com o nome de Clemente V                         |
| 46º                      | Boson de Salignac                                      | 1296-1300             | Bispo eleito. Nomeado Bispo de (Saint-Bertrand de) Comminges |
| 45º                      | Henri de Genève                                        | 1289-1296             |                                                              |
| 44º                      | Guillaume III                                          | 1285-?                |                                                              |
| 43º                      | Simon de Rochechouart                                  | 1275-1280             |                                                              |
| 42º                      | Pierre de Roncevault                                   | 1262-1270             |                                                              |
| 41º                      | Géraud de Malemort                                     | 1227-1261             |                                                              |
| 40º                      | Guillaume Amanieu de Genève                            | 1207-1227             |                                                              |
| 39º                      | Hélie de Malemort                                      | 1188-1207             |                                                              |
| 38º                      | Guillaume Le Templier                                  | 1174-1187             |                                                              |
| 37º                      | Bertrand de Montault                                   | 1162-1173             |                                                              |
| 36º                      | Hardouin                                               | 1160-1162             |                                                              |
| 35º                      | Raimond de Mareuil                                     | 1158-1160             |                                                              |
| 34º                      | Geoffroi du Louroux                                    | 1135-1158             |                                                              |
| 33º                      | Gérard d’Angoulême (de Blaye)                          | 1131-1135             |                                                              |
| 32º                      | Arnaud Géraud de Cabanac                               | 1103-1130             |                                                              |
| 31º                      | Amat d’Oloron                                          | 1088-1102             |                                                              |
| 30º                      | Joscelin de Parthenay                                  | 1060-1086             |                                                              |
| 29º                      | Andron                                                 | 1059                  |                                                              |
| 28º                      | Archambaud de Parthenay                                | 1047-1059             |                                                              |
| 27º                      | Geoffroi II                                            | 1027-1043             |                                                              |
| 26º                      | Islon de Saintes                                       | 1022-1026             |                                                              |
| 25º                      | Arnaud                                                 | 1022                  |                                                              |
| 24º                      | Séguin                                                 | 999-1015              |                                                              |
| 23º                      | Gombaud                                                | 989-?                 |                                                              |
| 22º                      | Geoffroi I                                             | 982-?                 |                                                              |
| 21º                      | Adelbert                                               | 940-?                 |                                                              |
| 20º                      | Frotaire                                               | 860-876               |                                                              |
| 19º                      | Adelelme                                               | 829-848               |                                                              |
| 18º                      | Sicaire                                                | 816-825               |                                                              |
| 17º                      | Verevulfo                                              | ?                     |                                                              |
| 16º                      | Fronton                                                | ?                     |                                                              |
| 15º                      | Antoine                                                | 695-711               |                                                              |
| 14º                      | Jean                                                   | 663-?                 |                                                              |
| 13º                      | Arnegisile                                             | 614-?                 |                                                              |
| 12º                      | Nicaise                                                | ?                     |                                                              |
| 11º                      | Gondégisile                                            | 589-?                 |                                                              |
| 10º                      | Bertrand                                               | 566-585               |                                                              |
| 9º                       | Leão II                                                | 542-564               |                                                              |
| 8º                       | Leão I                                                 | 520-?                 |                                                              |
| 7º                       | Cyprien                                                | 485-511               |                                                              |
| 6º                       | Emile                                                  | 475-?                 |                                                              |
| 5º                       | Gallicien                                              | 451-?                 |                                                              |
| 4º                       | Severino de Colônia                                    | 410-?                 |                                                              |
| 3º                       | Amando de Bordeaux                                     | 404-410               |                                                              |
| 2º                       | Delfino de Bordeaux                                    | 380-404               |                                                              |
| 1º                       | Oriental                                               | 314-?                 |                                                              |
| Arcebispos coadjutores   |                                                        |                       |                                                              |
|                          | Pierre Étienne Louis Eyt                               | 1986-1989             |                                                              |
|                          | Marius-Félix-Antoine Maziers                           | 1966-1968             |                                                              |
|                          | François-Alexandre Roullet de La Bouillerie            | 1872-1882             | Não assumiu.                                                 |
| Bispos auxiliares        |                                                        |                       |                                                              |
|                          | Jean-Marie Charles André Le Vert                       | 2018-                 | Atual                                                        |
|                          | Bertrand Didier Marie Joseph Lacombe                   | 2016-2020             | Nomeado Arcebispo de Auch                                    |
|                          | Laurent Marie Bernard Dognin                           | 2011-2015             | Nomeado Bispo de Quimper (- Léon)                            |
|                          | Jacques André Blaquart                                 | 2006-2010             | Nomeado Bispo de Orléans                                     |
|                          | Jean-Claude Hertzog                                    | 2002-2005             |                                                              |
|                          | Jacques Louis Antoine Marie David                      | 1981-1985             | Nomeado Bispo de La Rochelle (-Saintes)                      |
|                          | François-Victor-Marie Frétellière, P.S.S.              | 1971-1979             | Nomeado Bispo coadjutor de Créteil                           |
|                          | Stéphane-Émile-Alfred Desmazières                      | 1960-1965             | Nomeado Bispo de Beauvais (-Noyon-Senlis)                    |
|                          | Gaspar de Vasos                                        | 1530-?                |                                                              |
|                          | François Rainier, O.F.M.                               | 1514-?                |                                                              |
|                          | Pierre                                                 | 1488-?                |                                                              |
| Administrador apostólico |                                                        |                       |                                                              |
|                          | Jean Cardeal du Bellay                                 | 1544-1553 e 1558-1560 |                                                              |